# Lichenaula calligrapha
Lichenaula calligrapha là một loài bướm đêm thuộc họ Oecophoridae. Nó được tìm thấy ở rainforests từ miền bắc Queensland to Victoria, dù nó cũng được ghi nhận từ Lãnh thổ Thủ đô Úc, New South Wales và Tasmania.

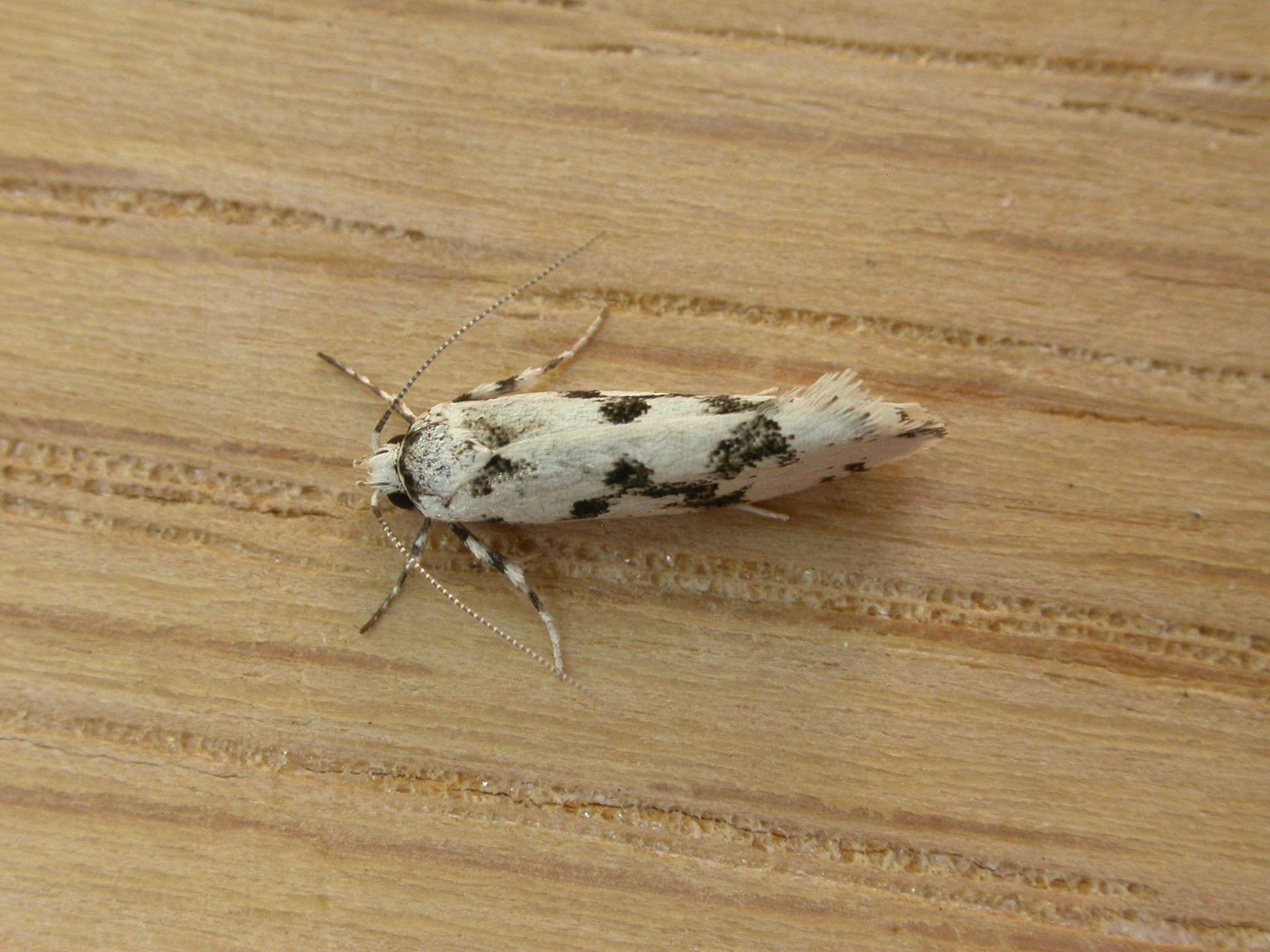

Con trưởng thành bay vào tháng 11 and tháng 1.
Có lẽ chúng ăn địa y.

## Hình ảnh

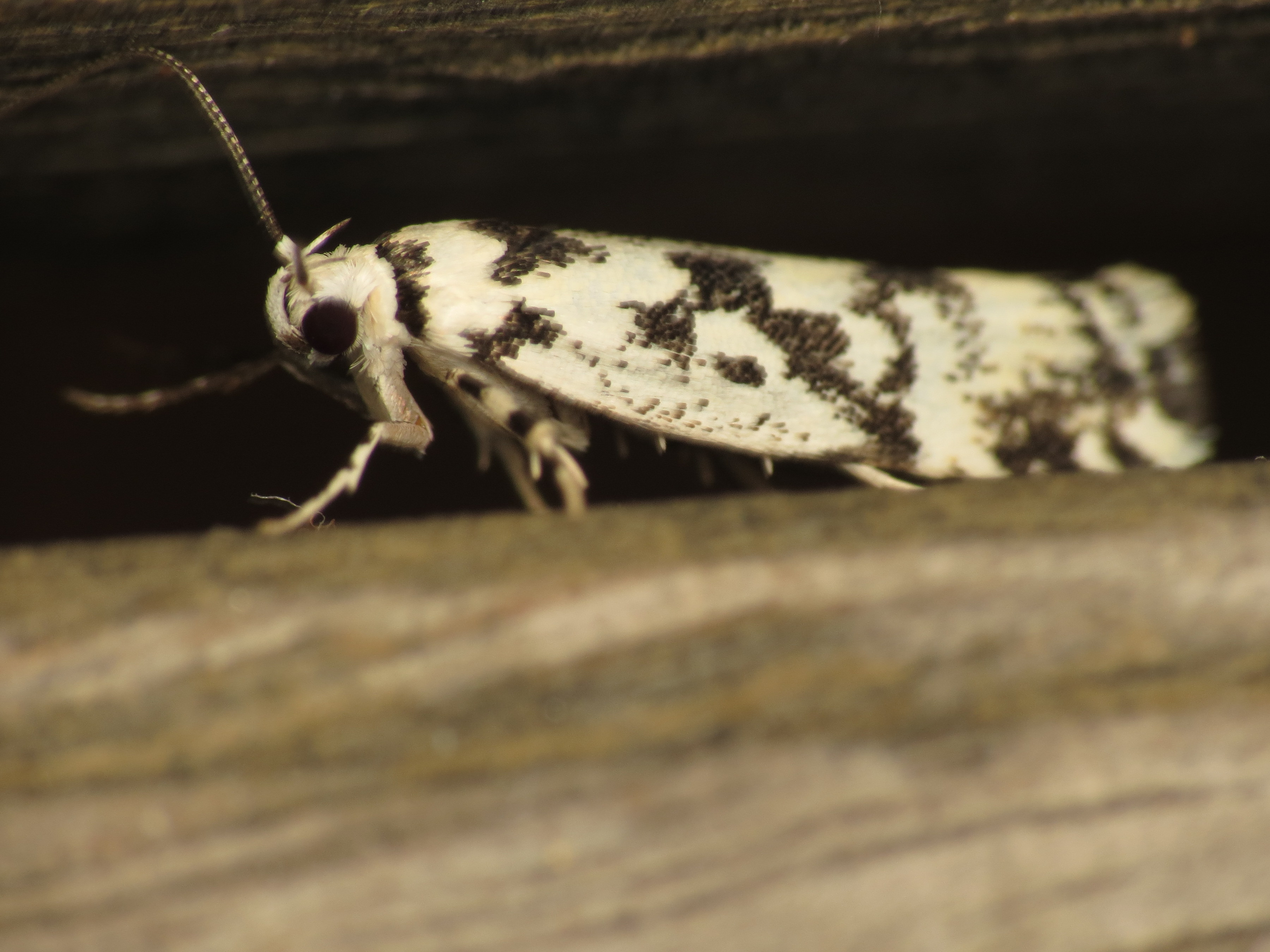
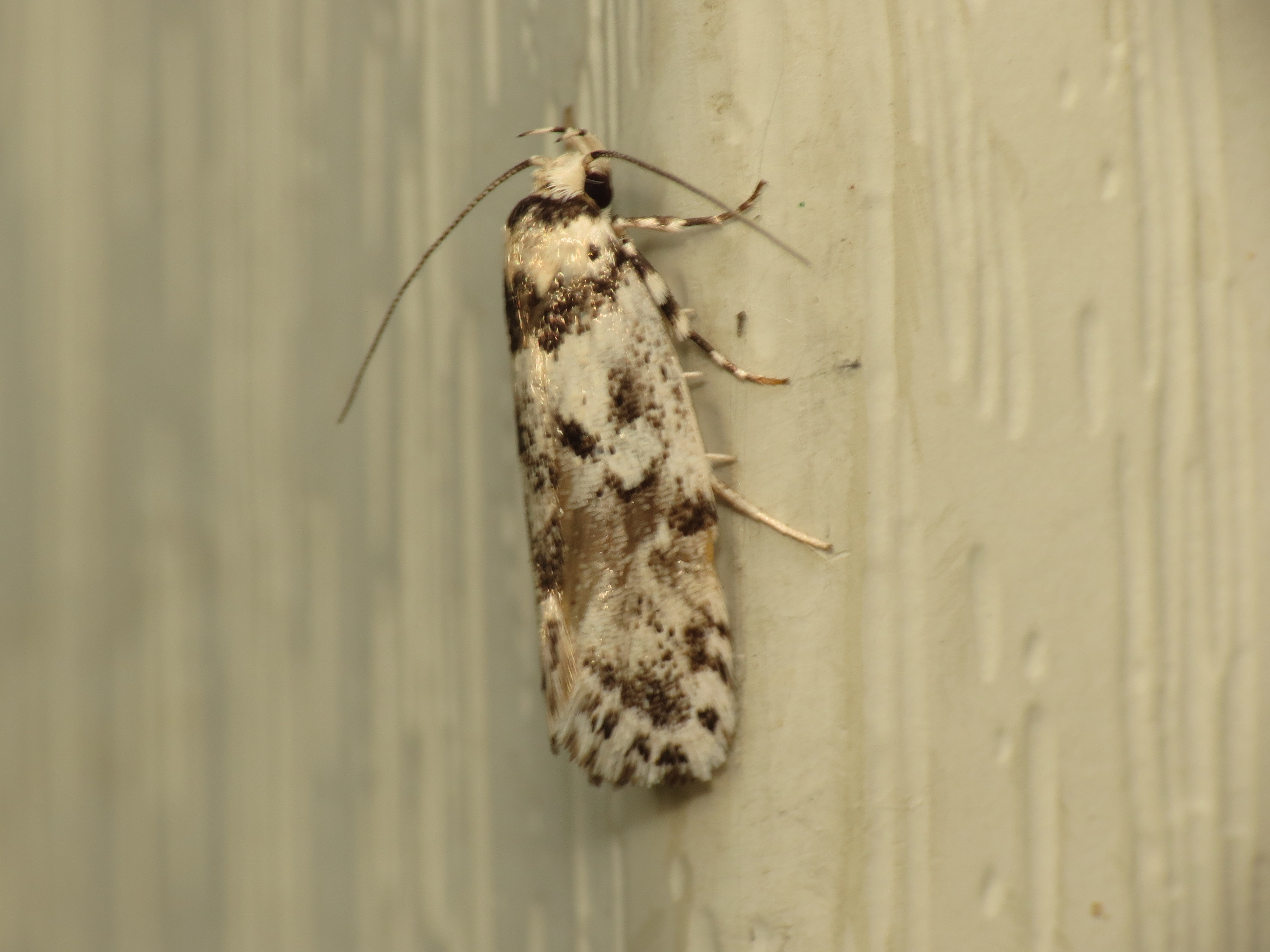
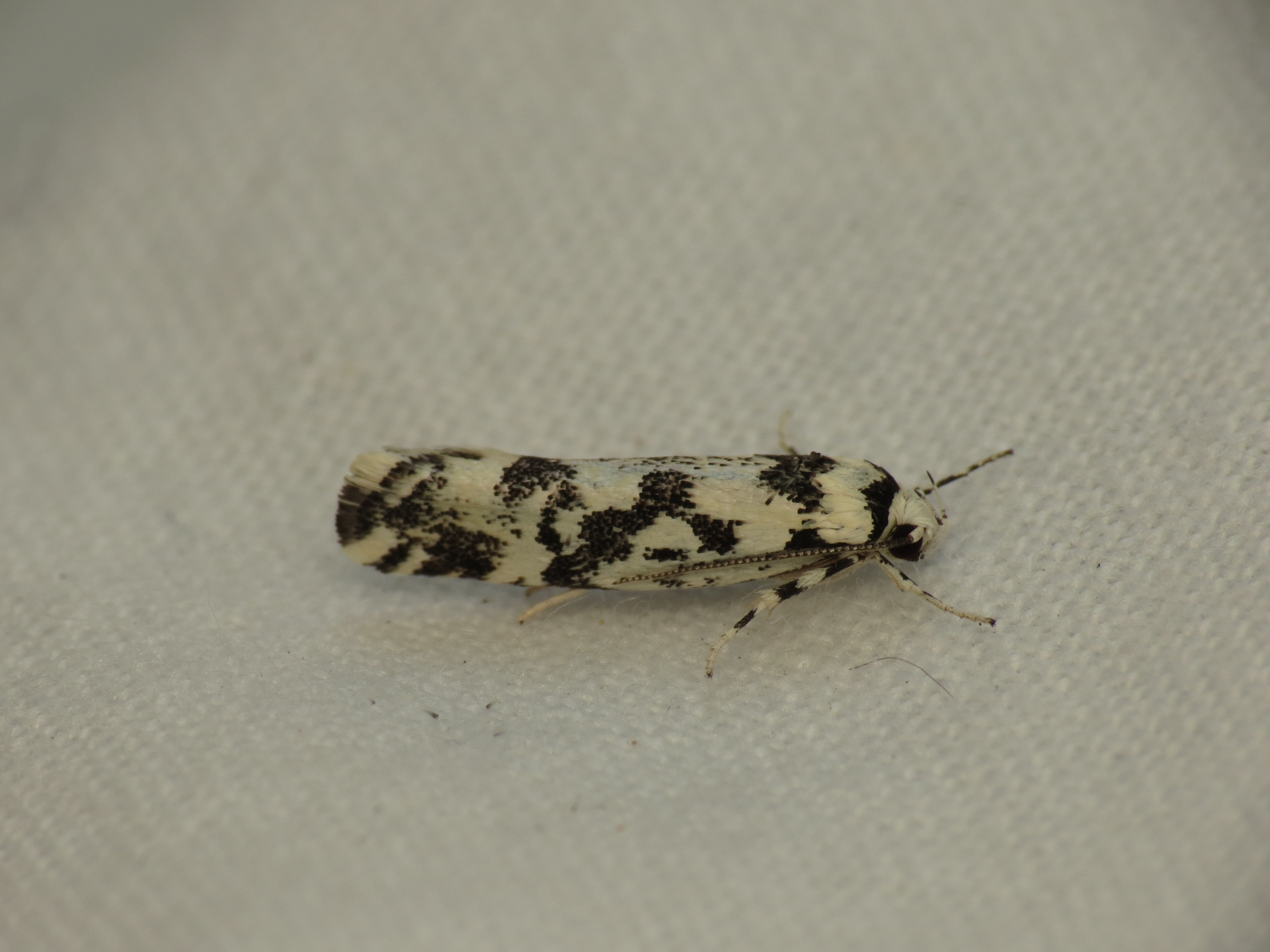
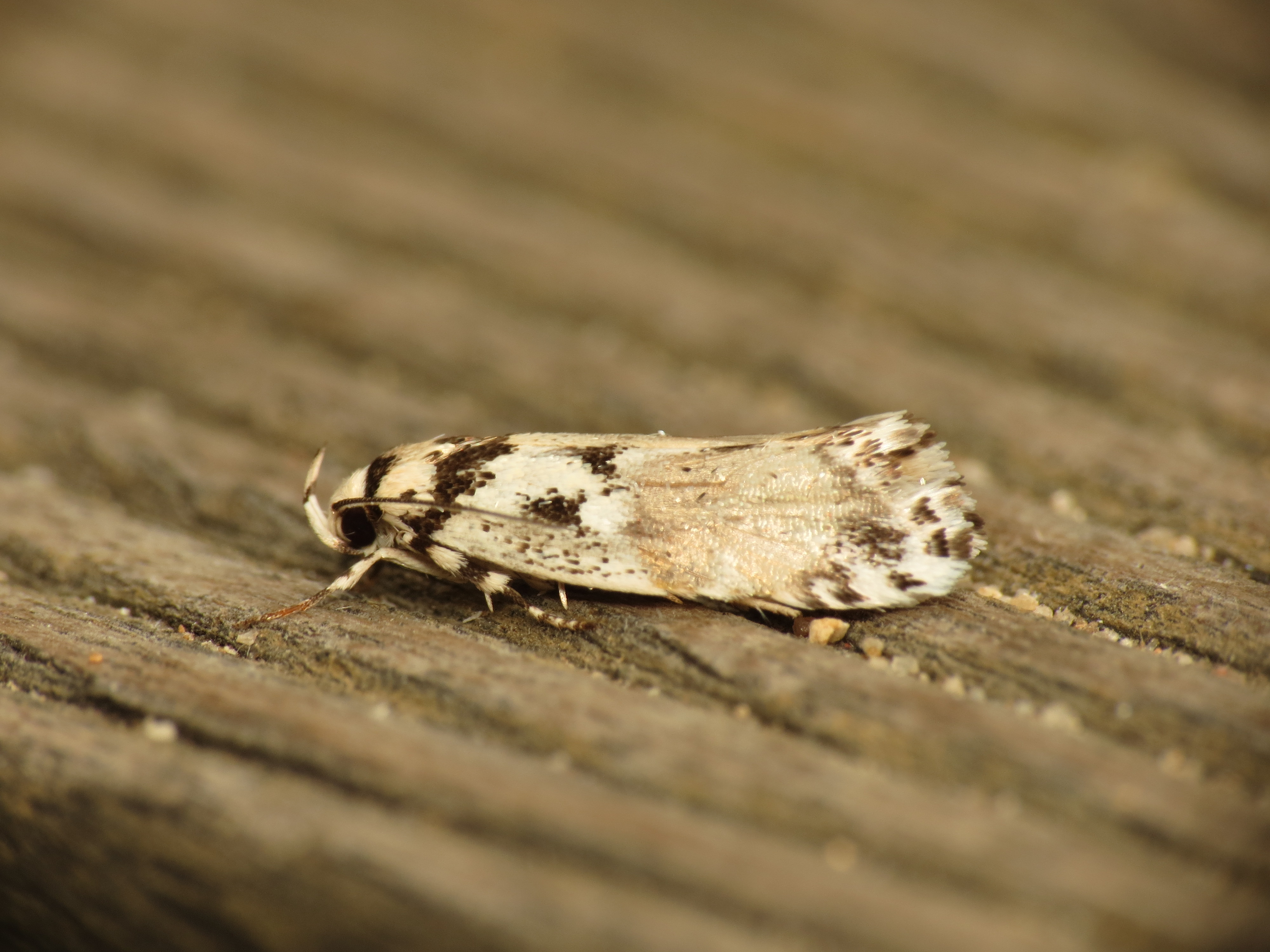